# Ветрянка (Раздольненский район)
Ветря́нка  (до 1948 года Черке́з Тата́рский и Черке́з Неме́цкий; укр. Вітрянка, крымскотат. Çerkez, Черкез) — село в Раздольненском районе Республики Крым, входит в состав Ковыльновского сельского поселения (согласно административно-территориальному делению Украины — Ковыльновского сельского совета Автономной Республики Крым)

## Население
| 2001 | 2014 |
| ---- | ---- |
| 285  | ↘104 |

Всеукраинская перепись 2001 года показала следующее распределение по носителям языка
| Язык             | Процент |
| ---------------- | ------- |
| русский          | 64.91   |
| украинский       | 15.79   |
| крымскотатарский | 12.28   |

### Динамика численности
| - 1806 год — 74 чел. - 1864 год — 44 чел. - 1889 год — 240 чел. - 1892 год — 105 чел. - 1900 год — 114 чел. - 1915 год — 20/104 чел. | - 1926 год — 265 чел. - 1939 год — 245 чел. - 1989 год — 556 чел. - 2001 год — 285 чел. - 2009 год — 267 чел. - 2014 год — 104 чел. |

## Современное состояние
На 2016 год в Ветрянке, согласно КЛАДР, числится 10 улиц; на 2009 год, по данным сельсовета, село занимало площадь 11,6 гектара, на которой в 125 дворах проживало 267 человек. В селе действуют сельский клуб, православный храм блаженной Матроны Московской, на 2009 год действовал фельдшерско-акушерский пункт. Ветрянка связана автобусным сообщением с райцентром и соседними населёнными пунктами.

## География
Ветрянка — село на северо-востоке района, в степном Крыму, у границы с Первомайским районом. Расположено в неглубокой балке, высота центра села над уровнем моря — 70 м. Ближайшие населённые пункты — Ковыльное в 4,5 км на северо-запад и Серебрянка в 6 км на юго-запад. Расстояние до райцентра около 16 километров (по шоссе), ближайшая железнодорожная станция — Красноперекопск — примерно 46 километров. Транспортное сообщение осуществляется по региональной автодороге 35Н-428  от шоссе 35К-015 Раздольное — Евпатория (по украинской классификации — С-0-11108).

## История
Село Ветрянка было образовано в 1948 году объединением старинной крымскотатарской деревни Черкез татарский и расположенной рядом бывшей колонии крымских немцев Черкез немецкий, при том на километровой карте Генштаба 1941 года значится один Черкез, без уточнений, ка и на карте 1942 года.
Первое документальное упоминание селения встречается в Камеральном Описании Крыма… 1784 года, судя по которому, в последний период Крымского ханства Чегыр входил в Самарчик кадылык Перекопского каймаканства. После присоединения Крыма к России (8) 19 апреля 1783 года, (8) 19 февраля 1784 года, именным указом Екатерины II сенату, на территории бывшего Крымского ханства была образована Таврическая область и деревня была приписана к Евпаторийскому уезду. После павловских реформ, с 1796 по 1802 год входила в Акмечетский уезд Новороссийской губернии. По новому административному делению, после создания 8 (20) октября 1802 года Таврической губернии, Черкез был включён в состав Джелаирской волости Евпаторийского уезда.
По Ведомости о волостях и селениях, в Евпаторийском уезде с показанием числа дворов и душ… от 19 апреля 1806 года в деревне Черкес числилось 10 дворов, 68 крымских татар и 6 ясыров. На военно-топографической карте генерал-майора Мухина 1817 года деревня Черкес обозначена с 12 дворами. После реформы волостного деления 1829 года Черкес, согласно «Ведомости о казённых волостях Таврической губернии 1829 года» отнесли к Атайской волости (переименованной из Джелаирской). На карте 1836 года в деревне 19 дворов. Затем, видимо, вследствие эмиграции крымских татар в Османскую империяю, деревня заметно опустела и на карте 1842 года Черкез обозначен условным знаком «малая деревня», то есть, менее 5 дворов.
В 1860-х годах, после земской реформы Александра II, деревню приписали к Биюк-Асской волости. Согласно «Памятной книжке Таврической губернии за 1867 год», деревня была покинута жителями, вследствие эмиграции крымских татар, особенно массовой после Крымской войны 1853—1856 годов, в Турцию и вновь заселена татарами. В «Списке населённых мест Таврической губернии по сведениям 1864 года», составленном по результатам VIII ревизии 1864 года, Черкез — владельческая татарская деревня, с 6 дворами, 44 жителями и мечетью при колодцах. По обследованиям профессора А. Н. Козловского 1867 года, вода в колодцах деревни была пресная, а их глубина достигала 30—40 саженей «и более» (63—85 м). На трехверстовой карте Шуберта 1865—1876 года в деревне Черкез обозначено 10 дворов. В «Памятной книге Таврической губернии 1889 года», по результатам Х ревизии 1887 года, в деревне Черкез числилось 27 дворов и 144 жителя. Согласно «…Памятной книжке Таврической губернии на 1892 год», в деревне Черкез, входившей в Азгана-Карынский участок, было 106 жителей в 15 домохозяйствах.
Земская реформа 1890-х годов в Евпаторийском уезде прошла после 1892 года, в результате Черкез приписали к Коджанбакской волости.
По «…Памятной книжке Таврической губернии на 1900 год» в деревне числилось 114 жителей в 21 дворе. По Статистическому справочнику Таврической губернии. Ч.II-я. Статистический очерк, выпуск пятый Евпаторийский уезд, 1915 год, в деревне Черкез татарский Коджамбакской волости Евпаторийского уезда числилось 20 дворов (4 двора с землёй, 16 — безземельные) с немецким населением в количестве 20 человек приписных жителей и 104 — «посторонних», из которых 56 мужчин и 68 женщин. Жители владели 540 десятинами удобной земли. В хозяйствах имелось 62 лошади, 18 волов, 12 коров и 470 голов мелкого скота.
После установления в Крыму Советской власти, по постановлению Крымревкома от 8 января 1921 года № 206 «Об изменении административных границ» была упразднена волостная система и в составе Евпаторийского уезда был образован Бакальский район, в который включили село, а в 1922 году уезды получили название округов. 11 октября 1923 года, согласно постановлению ВЦИК, в административное деление Крымской АССР были внесены изменения, в результате которых округа были отменены, Бакальский район упразднён и село вошло в состав Евпаторийского района. Согласно Списку населённых пунктов Крымской АССР по Всесоюзной переписи 17 декабря 1926 года, в селе Черкез (татарский), упразднённого к 1940 году, Черкезского сельсовета (какое из сёл было центром совета — был ещё Черкез Немецкий, из списка не ясно) Евпаторийского района, числилось 60 дворов, из них 55 крестьянских, население составляло 265 человек, все татары, действовала татарская школа. Постановлением ВЦИК РСФСР от 30 октября 1930 года был создан Фрайдорфский еврейский национальный (лишённый статуса национального постановлением Оргбюро ЦК КПСС от 20 февраля 1939 года) район (переименованный указом Президиума Верховного Совета РСФСР № 621/6 от 14 декабря 1944 года в Новосёловский) (по другим данным 15 сентября 1931 года) и село включили в его состав, а после создания в 1935 году Ак-Шеихского района (переименованного в 1944 году в Раздольненский) Черкез татарский включили в его состав. По данным всесоюзная перепись населения 1939 года в селе проживало 245 человек.
В 1944 году, после освобождения Крыма от фашистов, согласно Постановлению ГКО № 5859 от 11 мая 1944 года, 18 мая крымские татары были депортированы в Среднюю Азию. С 25 июня 1946 года Черкез в составе Крымской области РСФСР. Указом Президиума Верховного Совета РСФСР от 18 мая 1948 года, Черкез татарский объединили с Черкезом немецким и переименовали в Ветрянку. 26 апреля 1954 года Крымская область была передана из состава РСФСР в состав УССР. Время включения в Ковыльновский сельсовет пока не установлено: на 15 июня 1960 года село уже числилось в его составе. Указом Президиума Верховного Совета УССР «Об укрупнении сельских районов Крымской области», от 30 декабря 1962 года село присоединили к Черноморскому району. 1 января 1965 года, указом Президиума ВС УССР «О внесении изменений в административное районирование УССР — по Крымской области», вновь включили в состав Раздольненского. По данным переписи 1989 года в селе проживало 556 человек. С 12 февраля 1991 года село в восстановленной Крымской АССР, 26 февраля 1992 года переименованной в Автономную Республику Крым. С 21 марта 2014 года в составе Крыма аннексирована Россией.